# Palais de Spynie

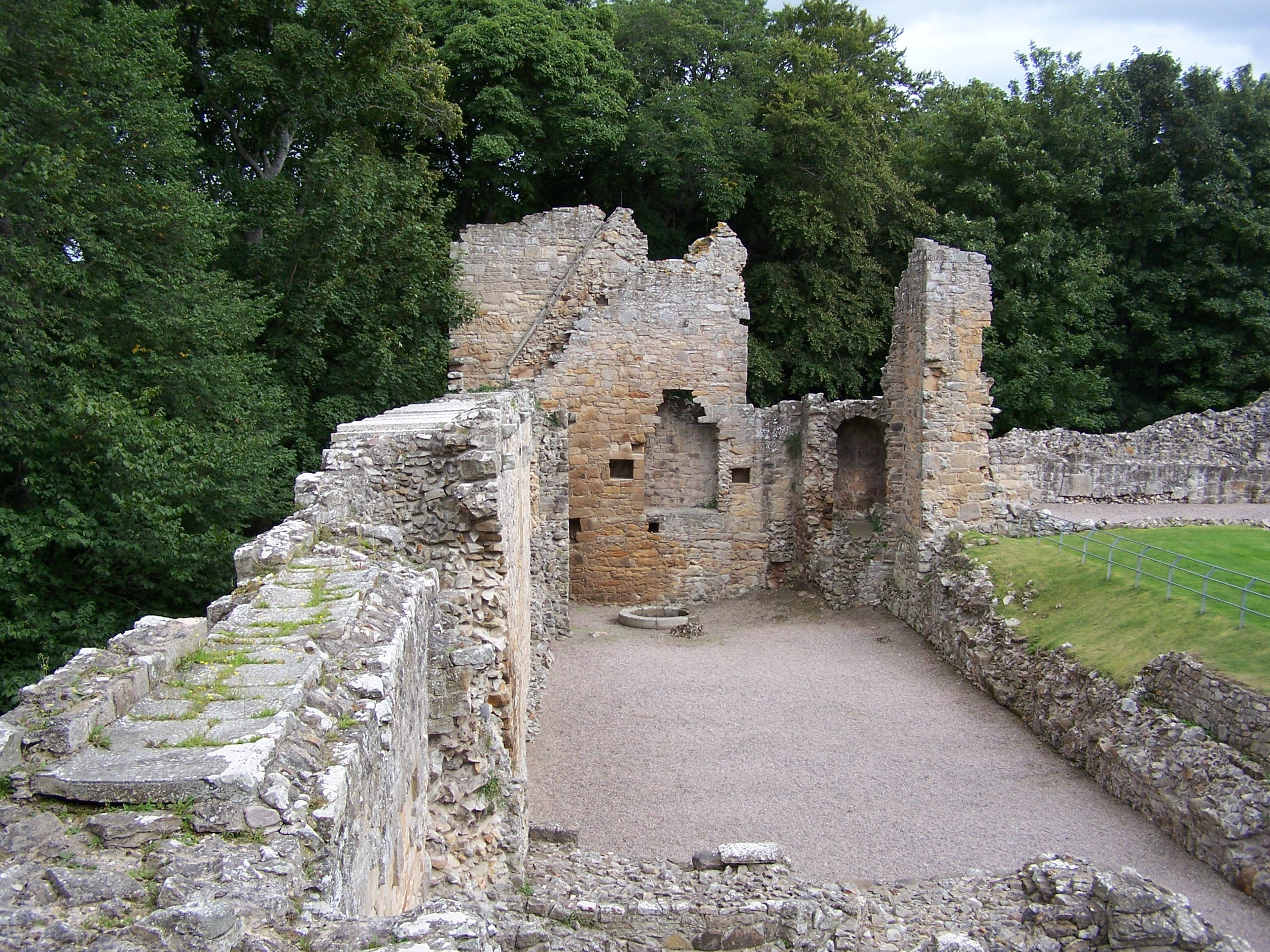
Les anciens logements du palais de Spynie.

Le palais de Spynie ou château de Spynie est un palais épiscopal situé près d'Elgin, dans le nord de l'Écosse. Fondé au XIIe siècle, il s'agit d'une des principales résidences des évêques de Moray jusqu'à l'abolition de l'épiscopat écossais en 1689.

## Histoire

### Origine
Les premiers évêques de Moray n'avaient pas de demeure définie, mais circulaient entre des maisons à Birnie, Kinneddar et Spynie. En 1172, Guillaume Ier d'Écosse fit un don à l'église de la Sainte-Trinité de l'évêché de Moray et à l'évêque Simon de Tosny. Une permission formelle pour déménager de façon permanente à Spynie fut accordée par le pape Innocent III en avril 1206 à l'évêque Bricius de Douglas, et cela fut probablement appliqué vers 1208. L'évêque Bricius assista au quatrième concile œcuménique du Latran en 1215 et peut avoir fait appel à Innocent pour transférer le siège de Moray à Elgin. Il est certain qu'il écrivit à Innocent pour demander le changement avant juillet 1216 : la cathédrale de Spynie était considérablement vulnérable aux attaques et éloignée d'un marché, ce qui aurait été résolu par le choix de la ville d'Elgin avec son château royal. Bricius ne vécut pas assez longtemps pour voir les changements, décédant en 1222, mais ils prirent place sous son successeur l'évêque Andrew de Moray. Cependant, même si le siège fut transféré à l'église de la Sainte-Trinité à Elgin le 19 juillet 1224, le palais épiscopal de l'évêque de Moray devait rester à Spynie.

### XIIeetXIIIesiècles

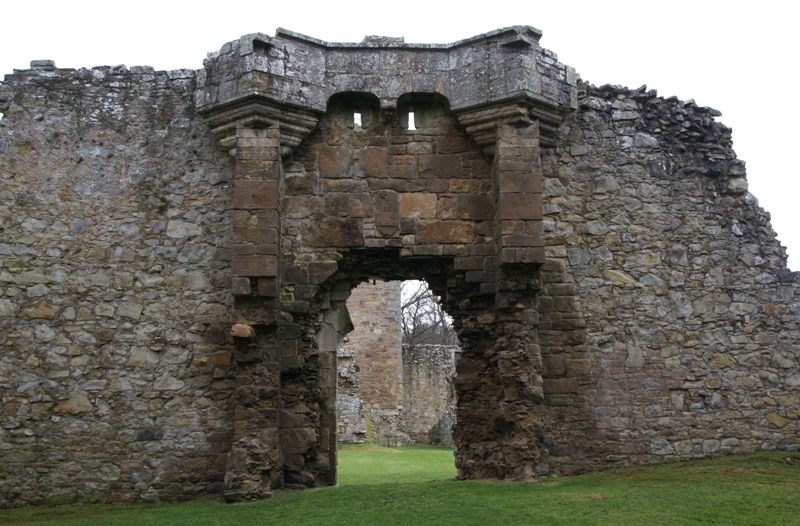
Porte est du palais de Spynie.

Le premier château était une structure en bois construite à la fin du XIIe siècle et fut révélée lors d'excavations menées entre 1986 et 1994. Les preuves mises au jour suggèrent que les bâtiments étaient entourés de fortifications en terre, vraisemblablement un fossé et un talus de forme circulaire. La zone entourée est à peu près la même que celle du mur d'enceinte au XIVe siècle, c'est-à-dire un enclos de 45 à 65 m, ce qui est grand en comparaison des autres fortifications du Moyen Âge trouvées en Grande-Bretagne. Il est probable que les bâtiments étaient composés de la maison de l'évêque (hall, chambre à coucher et chapelle), une brasserie et une boulangerie.
Les bâtiments en pierre sont apparus au XIIIe siècle avec la construction de ce qui est supposé avoir été une chapelle et eut des fenêtres en verres colorés. La première mention écrite du château se trouve dans un document archivé au British Museum : ce manuscrit date du début du XIVe siècle, mais montre qu'il a été rédigé entre 1292 et 1296, et était apparemment destiné à l'usage des administrateurs anglais sous l'occupation de l'Écosse par Édouard Ier d'Angleterre,. La première ordonnance émise au château de Spynie date de 1343 et elle est enregistrée dans le registre de Moray.

### XIVeetXVesiècles

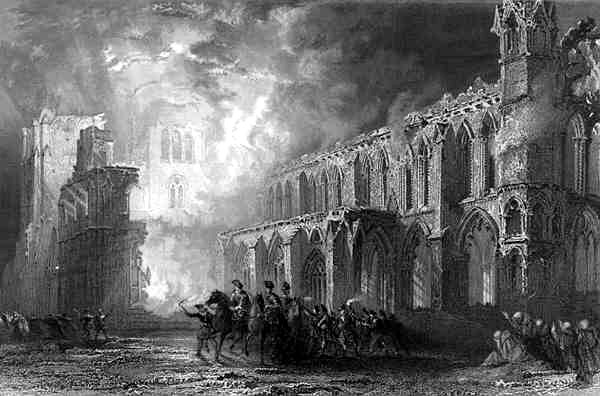
Illustration de la destruction de la cathédrale d'Elgin. Thomas Allom, 1837.

Les bâtiments en bois restant furent progressivement remplacés par des bâtiments en pierre, cette substitution continuant jusqu'au XIVe siècle quand le premier principal bâtiment du château fut construit. Il s'agissait d'une structure presque rectangulaire construite avec un mur d'enceinte de 7 m de haut. L'entrée principale dans le mur faisait face au sud, et une tour saillant au coin sud-est avait des ouvertures étroites pour les archers.
En juin 1390, Alexander Stewart, Comte de Buchan et connu comme le loup de Badenoch, attaqua et brûla la cathédrale d'Elgin. Son frère, le roi Robert III d'Écosse lui interdit de s'introduire au château en août 1390, pour quelque raison que ce soit. Après la mort de l'évêque Alexander Bur en 1397, le roi, conformément aux habitudes féodales établies lorsqu'un siège était vacant, prit possession du château et désigna le loup de Badenoch comme gardien du château. Après l'élection du nouvel évêque, le roi émit une ordonnance le 3 mai 1398 pour que son frère remette le château et son contenu à l'évêque William sans réclamer de frais.

### Fin duXVesiècleetXVIesiècle

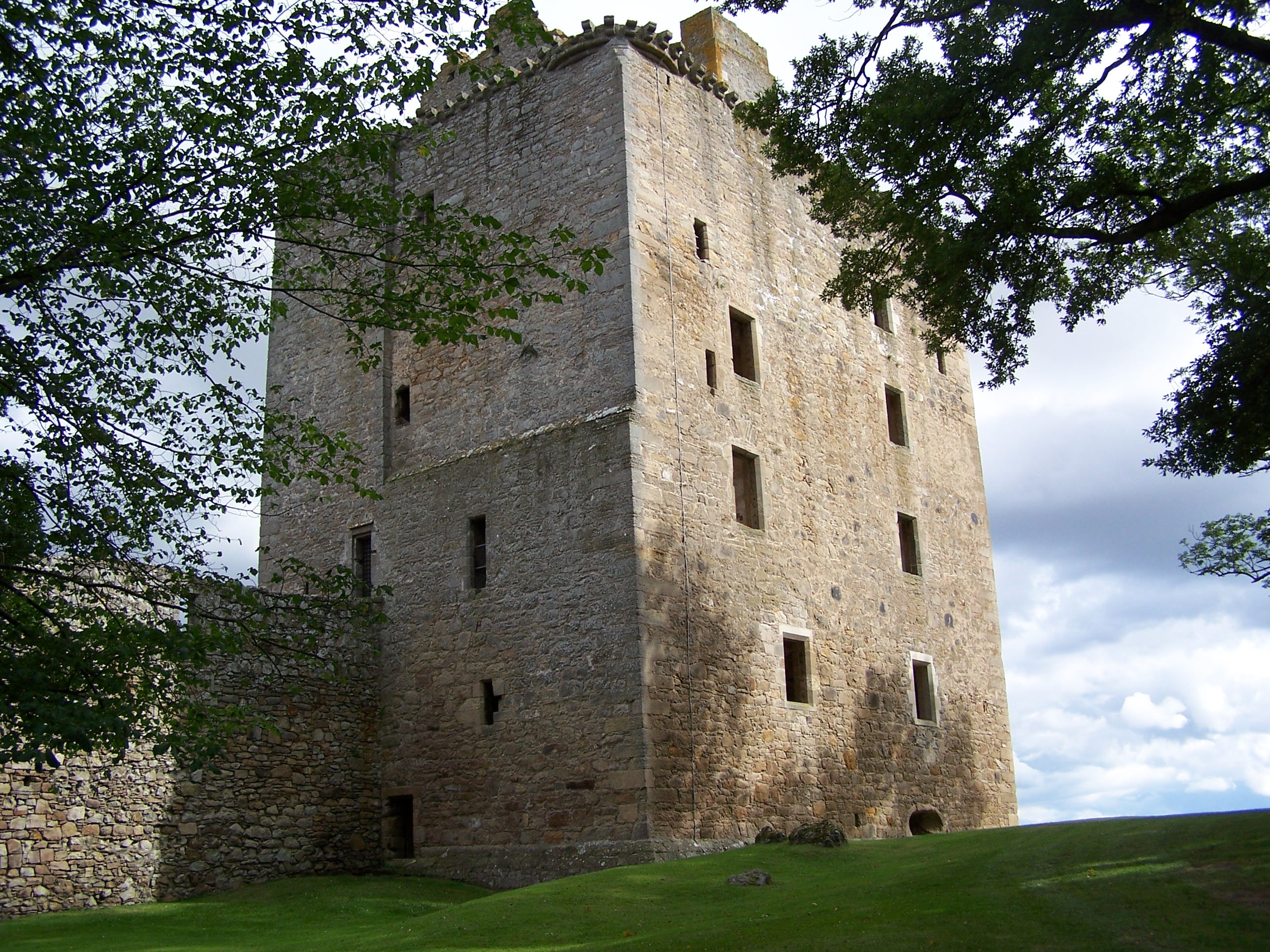
La tour de David.

L'évêque John de Winchester est considéré comme le responsable du déplacement de la porte principale au mur est qui était pourvue d'une herse solide. Le bon état de conservation de la partie supérieure de la porte permet de voir la loge du gardien dans son ensemble avec une petite cheminée. John, en plus de son poste comme évêque de Moray, était aussi maître des Travaux, c'est-à-dire qu'il était responsable de la construction et de l'entretien des propriétés de la couronne. En tant que tel, il avait été responsable des changements effectués sur les châteaux d'Inverness et de Urquhart ainsi que sur le palais de Linlithgow. Le bel ouvrage de maçonnerie et les lignes de la porte principale peuvent avoir été exécutés par les maîtres maçons travaillant à la restauration de la cathédrale d'Elgin après sa destruction de 1390.

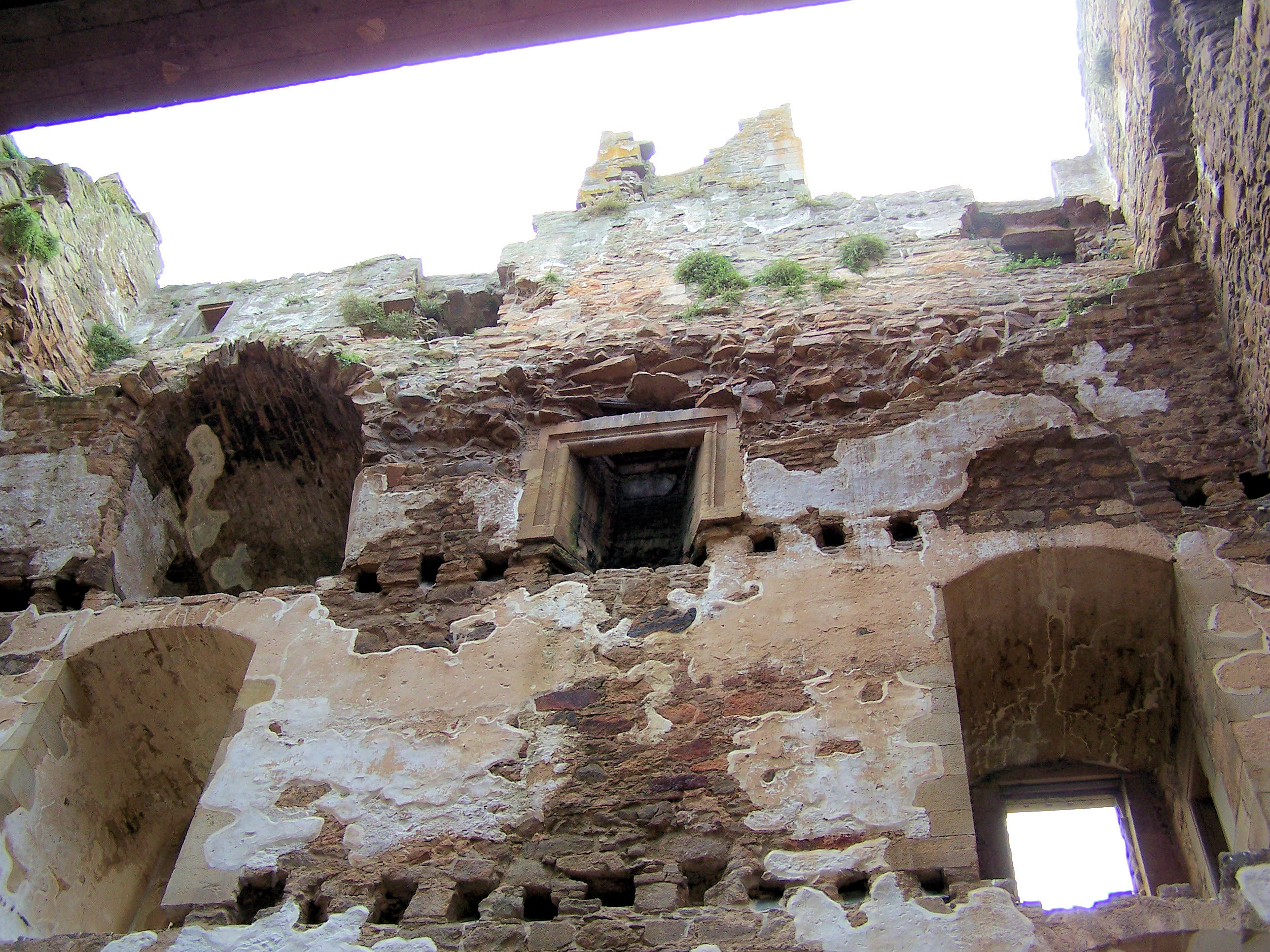
Intérieur de la tour de David, montrant les murs plâtrés et les trous pour insérer l'armature du plancher.

Les bâtiments les plus considérables furent construits entre la fin du XVe siècle et le XVIe siècle lorsque la tour de David, aussi connue comme la tour de Davey, fut bâtie ainsi que d'autres zones importantes de logements. La tour est la plus grande en volume de toutes les tours médiévales d'Écosse, mesurant 19 par 13,5 m et 22 m en hauteur. Elle fut commencée par l'évêque David Stewart et complétée sous William Tulloch. Elle est faite de six étages, avec une mansarde au sommet, et d'un sous-sol voûté à environ 1,5 m sous la cour. Elle contient un donjon circulaire de 5,3 m de diamètre, éclairé seulement par une meurtrière étroite dirigée vers l'ouest, et avec un toit légèrement voûté en forme de dôme. Le hall se trouve au rez-de-chaussée, mesurant 12.8 par 6,7 m et éclairé par de grandes fenêtres ; des sièges en pierre sont taillés dans la masse. Au coin nord-est se trouve un escalier en spirale qui conduit aux étages supérieurs, chacun étant d'une conception similaire avec une pièce de grande taille à partir de laquelle il est possible d'accéder à de plus petites chambres. La tour est simple et manque presque de particularités architecturales. Les murs extérieurs furent initialement crépis tandis que les murs internes était plâtrés.
L'évêque David Stewart était aussi responsable pour transformer l'ancien hall de la rangée ouest en cuisines approvisionnant la tour. Il est dit que la construction de la tour s'est faite en réaction à des menaces du comte de Huntly qui fut excommunié par Stewart pour ne pas avoir payé ses taxes. Vers le milieu du XVIe siècle, un jardin clos fut établi au sud de l'enceinte du château pour avoir un verger. Un acte notarié fut signé dans le jardin en 1556, indiquant qu'il était probablement un endroit plaisant pour se détendre. L'alimentation des membres de la maison fut complétée en 1569 avec l'ajout d'une garenne privée et d'un colombier. L'évêque Patrick Hepburn, dernier évêque de l'église catholique romaine à Spynie, fit installer des ouvertures larges pour les canons afin d'améliorer les défenses du château, et il fit agrandir certaines fenêtres. Il continua d'habiter à Spynie quelque temps après la réforme écossaise.

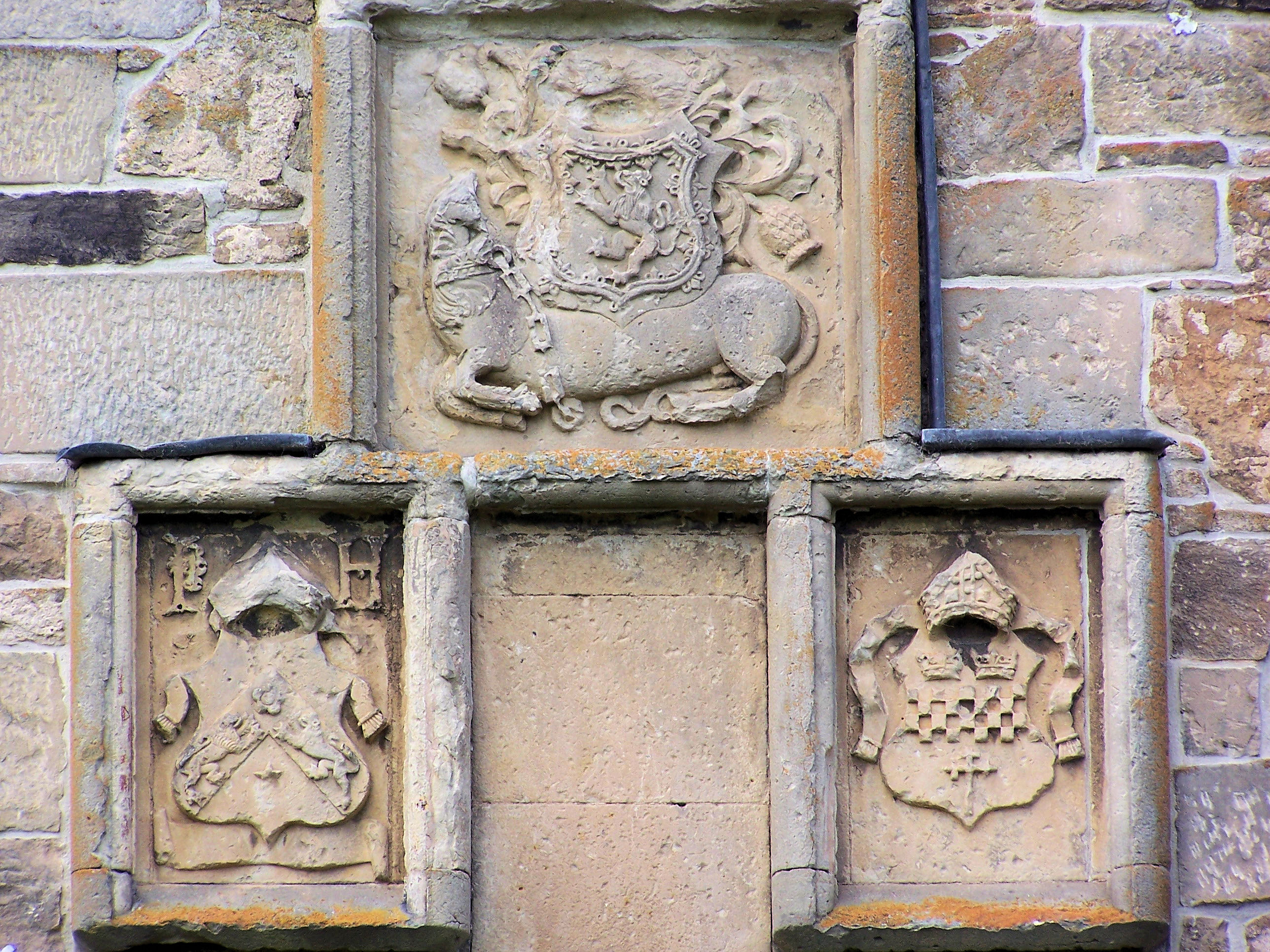
Les armoiries des évêques David Stewart et Patrick Hepburn.

Un agent d'Élisabeth Ire d'Angleterre nommé Ruxby essaya de pousser Marie Ire d'Écosse à un complot avec l'église catholique romaine et il fut emprisonné au château de Spynie en 1566 pendant 18 mois lorsque Patrick Hepburn était évêque
. Hepburn se brouilla avec les conseillers de la reine pour offrir le gîte à James Hepburn avec qui il était parent, et ce dernier prit la fuite de Spynie vers les Orcades avant de gagner le Danemark,. Dans la politique de pacification faisant suite à l'abdication de la reine Marie, le régent Morton, réuni avec le conseil privé à Perth le 23 février 1573, ordonna que le château soit disponible pour la couronne si nécessaire
 :
« the hous of Spyne salbe randerit and deliverit to oure Soverane Lord and his Regent foirsaid quhen it salbe requirite on XV dayis warning, without prejudice of ony partiis rycht. » (soit « la demeure de Spynie doit se rendre et être délivrée à notre seigneur souverain et à son régent lorsque requis avec un préavis de quinze jours sans porter préjudice aux droits d'un des partis »). Le 29 juillet 1587, le roi Jacques VI donna le château et ses domaines à Alexander Lindsay, 1er seigneur de Spynie, le tout resta entre ses mains jusqu'à ce qu'il les rende à la couronne en décembre 1605. Durant cette période, en 1595, Spynie fut l'un des châteaux à voir l'installation d'une fortification supplémentaire pour se protéger d'une menace éventuelle des Espagnols.

### XVIIesiècle

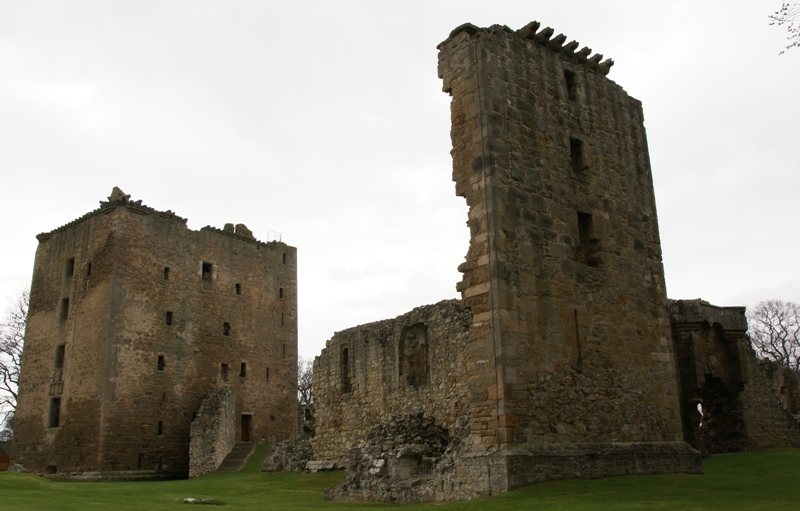
Le palais de Spynie vu du sud-est.

En 1606, Jacques VI rétablit la dotation de l'évêché de Moray. L'évêque John Guthrie, qui était un royaliste bien connu, cessa d'être évêque en 1638 lorsque tous les évêques furent destitués par l'assemblée générale, ce qui débouchera sur les guerres des évêques. Cependant, Guthrie et sa famille continuèrent de vivre au château de Spynie. Guthrie refusant d'adhérer au mouvement des Covenantaires, il prépara le château pour un siège qui prit place comme prévu en 1640 avec le lieutenant des Covenantaires Sir Robert Monro et ses 800 hommes. Le 16 juillet, Guthrie livra immédiatement le château qui fut désarmé. Guthrie fut autorisé à rester avec sa femme et ses serviteurs et, assigné à résidence, il fut contraint de payer pour l'entretien de la garnison de vingt-quatre hommes. En septembre 1640, sur la base d'accusations douteuses, Guthrie fut emprisonné à Aberdeen et le château fut alors accordé au comte de Moray par Charles Ier d'Angleterre.
Elgin et les terres alentour étaient farouchement anti-royalistes et, après sa victoire contre les covenantaires à Auldearn le 9 mai 1645, James Graham, 1er marquis de Montrose, porta son attention sur Elgin. Le seigneur d'Innes et Grant of Ballindalloch, ainsi que certains habitants d'Elgin, préparèrent le château à faire face à un siège. Montrose occupa Elgin et brûla les maisons des principaux partisans des Covenantaires, ainsi que les fermes appartenant à Spynie, mais ne tenta pas de prendre le château. Spynie était devenu un centre pour les Covenantaires locaux et ceci n'était pas resté inaperçu des royalistes. Le marquis de Huntly commença le siège du château à la fin de 1645 et laissa le commandement à Lord Lewis Gordon, mais les défenses du château tinrent bon jusqu'à ce que Gordon soit relevé par John Middleton.
À la suite de la restauration de l'épiscopat dans l'église d'Écosse en 1662, la propriété du château revint de nouveau à l'Église, mais il commençait à se délabrer. Le parlement accorda à l'évêque Murdo MacKenzie 1 000 £ pour les réparations et ceci permit d'entretenir le bâtiment jusqu'en 1689 lorsque le dernier occupant, l'évêque William Hay, fut expulsé après avoir refusé de jurer allégeance à Guillaume III d'Angleterre et la reine Marie. Le palais passa alors entre les mains de la couronne, et les réalisations détaillées en fer ainsi que les sculptures sur bois furent enlevées. Les habitants pillèrent les murs pour s'approvisionner dans leurs propres constructions jusqu'à ce que la couronne mette fin à l'exploitation à la fin du XIXe siècle et instaure une politique d'entretien.